# Moog Music
Moog Music ist der Name zweier Unternehmen, die Robert Moog gründete, um Synthesizer und Theremine zu bauen. Das derzeit noch existierende Unternehmen hat seinen Sitz in Asheville, North Carolina. Seit dem Jahr 2023 gehört es zu InMusic.
Die erste Firma mit dem Namen Moog Music gründete Robert Moog 1953 als R. A. Moog. Nach diversen Namenswechseln hieß es von 1971 bis zur Insolvenz 1986 Moog Music.
In Großbritannien existiert ein drittes gleichnamiges Unternehmen, das keine Verbindungen zu Robert Moog aufweist und unter diesem Namen nur für den britischen Markt produzieren darf.

## Geschichte

### Anfänge

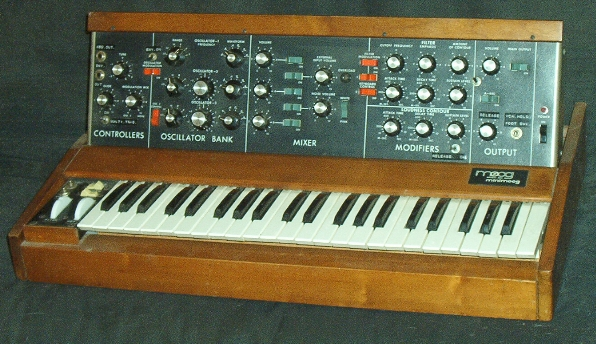
Minimoog

Robert Moog gründete das Unternehmen R.A. Moog, um Theremine zu bauen und zu vertreiben. Durch Moogs Erfindung des analogen Synthesizers 1964 und den Einsatz auf der Welthitplatte Switched On Bach 1968 von Wendy Carlos wurde Moog ein wichtiger Name im Musikgeschäft der späten 1960er. Moog verkaufte die ersten Synthesizer noch als individuell angefertigtes exklusives Studioequipment und betrachtete sie selbst weniger als Musikinstrument. 1970 begann das Unternehmen mit dem Minimoog auf einen etwas breiteren Markt zu zielen. Der Minimoog sollte die wichtigsten Eigenschaften bisheriger Moog-Synthesizer in vereinfachter, kleinerer, preiswerterer und weniger anfälliger Form aufweisen. Ursprünglich war er für professionelle Studiomusiker gedacht, die die leichter tragbare Variante ihrer Ausrüstung begrüßen würden. Nach der Vorstellung 1970 gelang es Moog Music aber den Massenmarkt zu erobern.

### 1970er Jahre
Im Jahre 1971 verkaufte Moog einen Mehrheitsanteil an Bill Waytena, den Besitzer von Musonics, der das Unternehmen in Moog/Musonics umtaufte, und im selben Jahr in Moog Music. Nach einigen Jahren verkaufte er seine Anteile an Norlin Music, den damals weltgrößten Instrumentenhersteller. Moog Music wurde eine Tochterfirma von Norlin. Robert Moogs Vertrag sah vor, dass er vier Jahre bei Norlin bleiben musste, um den vollen Ertrag aus dem Verkauf seiner Unternehmensanteile zu bekommen. Er blieb als Präsident der Moog-Music-Abteilung bis 1977 im Unternehmen.
Anfangs half die Größe von Norlin Moog dabei, sich nicht mehr um Vertrieb und Abrechnungen kümmern zu müssen. Moog Music konnte sich allein auf die Instrumentenentwicklung konzentrieren. Gleichzeitig verlor Robert Moog aber an Einfluss im Unternehmen und zog sich aus der aktiven Entwicklung weitgehend zurück.

### Seit 1980
Als Anfang der 1980er Jahre Norlin in wirtschaftliche Schwierigkeiten geriet, übernahmen Manager von Moog Music das nun wieder selbstständige Unternehmen. Allerdings hatten zu dieser Zeit analoge Synthesizer gegen die digitale Konkurrenz wenige Chancen auf dem Markt, sodass das Unternehmen 1986 den Betrieb einstellte.

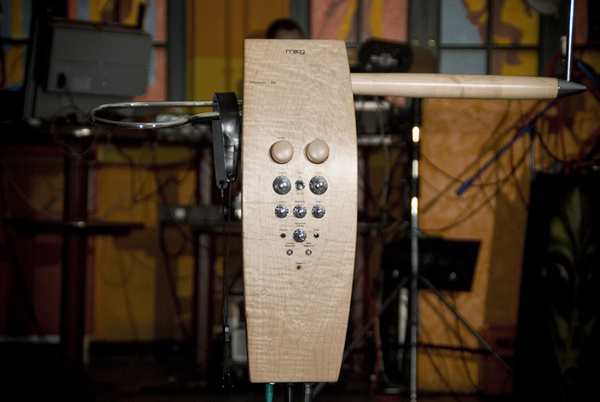
Moog Etherwave Pro Theremin

Nachdem Robert Moog im Jahr 1978 Norlin verlassen hatte, gründete er neues Unternehmen namens Big Briar. Dieses baute wieder vor allem Theremine und MIDI-Schnittstellen. Im Laufe der Jahre dehnte es das Geschäftsfeld auf andere ungewöhnliche und neue elektronische Instrumente aus. Nachdem die Markenrechte an Moog Music und verschiedenen verwandten Marken wieder frei geworden waren, gelang es Robert Moog diese in einem längeren Prozess für die meisten Märkte wieder zu erwerben und er benannte sein Unternehmen wieder in Moog Music um. Dem Unternehmen kommt ein wieder gesteigertes Interesse an originalen Synthesizern zugute, die mittlerweile als Klassiker gelten. Neben der Produktion von Synthesizern und diversen elektronischen Geräten ist Moog Music auch weltweit wichtigster Produzent von Thereminen und maßgeblich an der Renaissance des Instruments seit den 1990ern beteiligt.
1996 erwarb ein anderes Unternehmen die Moog-Music-Markenrechte, nachdem das amerikanische Markenamt die Marke 1994 für frei erklärt hatte. 2002 gelang es Robert Moog, die Namensrechte zurückzubekommen. 2005 starb Robert Moog.
Im Jahre 2023 wurde das Unternehmen an die Gruppe InMusic veräußert.
Heute vertreibt das Unternehmen Theremine, Synthesizer sowie Emulationen für PCs und Smartphones.

## Produkte

### Bedeutende historische Produkte
- Moog Modular Synthesizers (1965 – 1981, 2014 – heute) (siehe Moog-Synthesizer)
- Moog Minimoog (1970 – 1981, 2016/17)
- Moog Taurus (1977 – 1983)
- Moog Vocoder (1978)
- Moog Liberation (1980)
- Moogerfooger (1998 – 2018)
- Minimoog Voyager (2002 – 2015)
- Moog Little Phatty (2006 – 2013)

### Aktuelle Produkte
Synthesizer
- Minimoog Model D
- Mavis
- Subharmonicon
- DFAM (Drummer From Another Mother)
- Mother 32
- Werkstatt-01
- Grandmother
- Matriarch
- Subsequent 25
- Subsequent 37
- Moog One
- Minitaur
- Vocoder
- Moog Modular
- Model 10

Theremine
- Etherwave Theremin
- Claravox Centennial
- Theremini